# NS-Morde im Burgholz

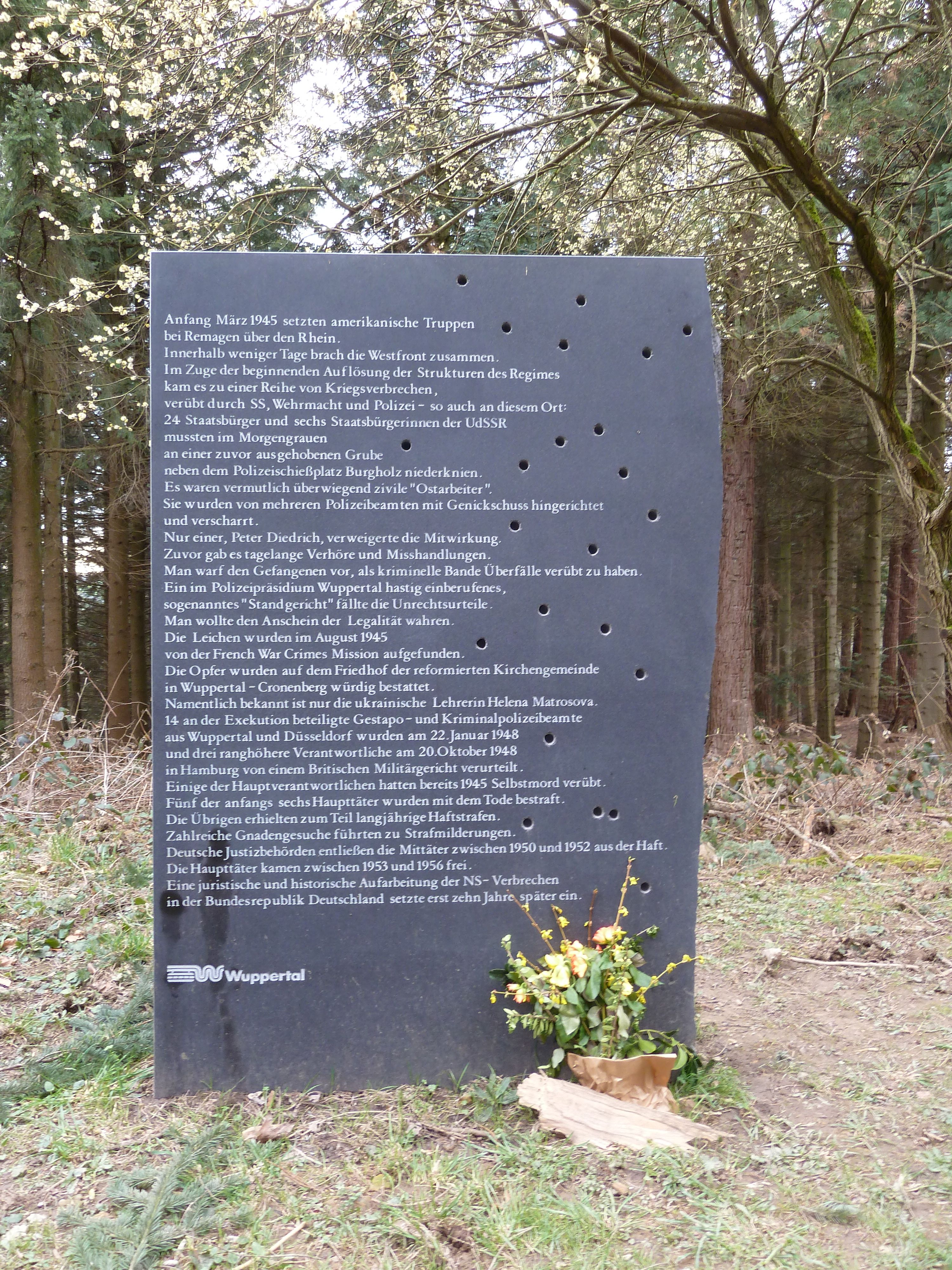
Gedenktafel für die 30 Opfer der Hinrichtungen im Burgholz

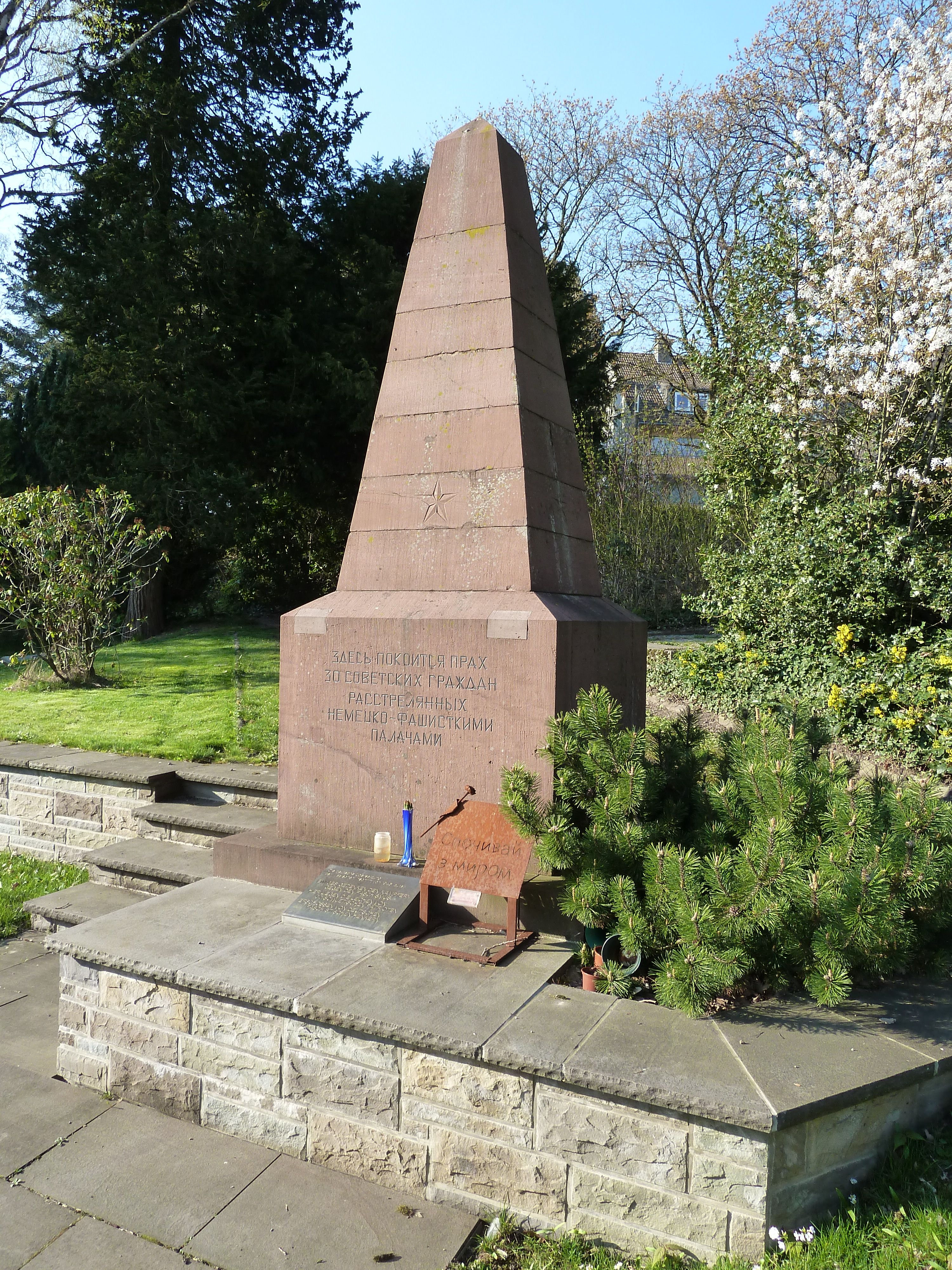
Ehrengrabstätte mit Gedenkstein auf dem Friedhof Schorfer Straße

Die NS-Morde im Burgholz (auch Burgholz-Massaker) waren ein Endphaseverbrechen im März 1945, bei dem im Wuppertaler Staatsforst Burgholz 30 Menschen – Frauen und Männer – von Angehörigen der Gestapo und der Wuppertaler Kriminalpolizei getötet wurden. Bei diesem Verbrechen handelt es sich um den einzigen bisher bekannten Massenmord auf Wuppertaler Stadtgebiet während der NS-Zeit.

## Hintergrund
Im Laufe des Jahres 1944 flohen vermehrt Zwangsarbeiter, darunter zahlreiche sogenannte „Ostarbeiter“, aus den Lagern, in denen sie untergebracht waren, und tauchten unter, indem sie sich beispielsweise in teilzerstörten Gebäuden versteckten. „Meist waren es Angehörige eines zerbombten Lagers, die nach einem Luftangriff obdachlos geworden waren und zusehen mußten, wie sie sich selbst ernähren konnten.“ Lebensnotwendige Dinge beschafften sie sich häufig durch Einbrüche, Überfälle und Plünderungen, weshalb sie von den NS-Behörden als „ausländische Banden“ bezeichnet wurden. In diesen Gruppen schlossen sich Menschen verschiedener Nationalitäten – hauptsächlich „Ostarbeiter“ und sowjetische Kriegsgefangene, aber auch Deutsche – zusammen, die aus verschiedenen Gründen als „illegal“ galten. Die Mitglieder dieser Gruppen hatten in der Regel keine politischen Motive, sondern handelten aus „schlichtem Überlebenswillen“, aus „Not, Wut und wilder Entschlossenheit“. Berührungen zum politischen Widerstand gab es eher selten.
Das Zentrum der „Banden“ im westdeutschen Raum befand sich ab Herbst 1944 in Köln, da es dort viele Unternehmen gab, in denen Ausländer arbeiten mussten. In der Stadt und ihrer Umgebung waren im Sommer 1944 rund 30.000 ausländische Zivilarbeiter, davon die Hälfte „Ostarbeiter“, registriert, hinzu kam eine unbekannte Zahl von Kriegsgefangenen; es gab rund 120 Lager. Der „Inspektor der Sicherheitspolizei und SD im Wehrkreis VI“ (Wehrersatzbezirk Düsseldorf) Walter Albath gab in einer späteren Zeugenaussage an, dass mit Näherrücken der Front besonders in Köln die „Bandenbildung“ aus ausländischen Arbeitern, deutschen Deserteuren und „anderen dunklen Elementen“ zugenommen habe, mit denen es zu regelrechten Kämpfen gekommen sei. Bis Ende des Jahres 1944 zerschlug die Kölner Gestapo mehrere dieser Gruppen. Mitglieder der Gruppen hätten sich deshalb und wegen der zunehmenden Zerstörung Kölns aufgeteilt und seien unter anderem in Wuppertal und in Essen wieder aufgetaucht. Die Gestapo vermutete auch politische Motive und befürchtete, dass sich die „Banden“ nach Partisanenart zu zentral gesteuerten und militärisch organisierten Einheiten entwickeln würden.
Nachdem die Alliierten im Herbst 1944 die Reichsgrenzen überschritten hatten, schrieb der Reichsführer SS und Reichsinnenminister Heinrich Himmler an den Höheren SS- und Polizeiführer West Karl Gutenberger in Düsseldorf: „Ich mache Sie für die Aufrechterhaltung der öffentlichen Sicherheit und Ordnung in Ihrem Wehrkreis persönlich verantwortlich und erteile Ihnen alle hierzu erforderliche Vollmacht.“ Am 24. Januar 1945 gab Walter Albath die Anweisung: „Die gegenwärtige Gesamtlage wird Elemente unter den ausländischen Arbeitern und auch ehemalige deutsche Kommunisten veranlassen, sich umstürzlerisch zu betätigen. Größte Aufmerksamkeit ist daher geboten. Dass der Feind Vorbereitungen getroffen hat, geht aus einer Meldung des O.B-West [Oberbefehlshaber West] hervor. Es ist in allen sich zeigenden Fällen sofort und brutal zuzuschlagen. Die Betreffenden sind zu vernichten […] ohne im formellen Weg vorher beim RSHA Sonderbehandlung zu beantragen.“ Am 26. Januar 1945 verfügte er, dass eine „Sonderbehandlung ausländischer Arbeiter bei der besonderen Lage im Wehrkreis VI auch ohne vorherige Genehmigung des Reichssicherheitshauptamtes durchzuführen“ sei. Danach konnten Tötungsbefehle von den Dienstvorgesetzten der Wuppertaler Gestapo und Kripo, dem Höheren SS- und Polizeiführer West Gutenberger, von Albath selbst oder vom Leiter der Gestapo-Leitstelle Düsseldorf Hans Henschke direkt, ohne den Umweg über Berlin, an das Wuppertaler Polizeipräsidium erlassen werden.

## Die Geschehnisse in Wuppertal

### Überfall und Verhaftungen
In der Nacht vom 21. auf den 22. Januar 1945 wurde ein Eisenbahnwaggon der Reichspost am Bahnhof Wuppertal-Wichlinghausen von einer Gruppe von „Ostarbeitern“ überfallen. Hierbei wurde ein Bahnmitarbeiter so schwer verletzt, dass er starb. In derselben Nacht wurde ebenfalls ein ukrainischer Zwangsarbeiter, der für die Reichsbahn arbeitete, erschossen aufgefunden. Zwei Tage später umstellte die Kriminalpolizei auf der Suche nach den Tätern ein Haus in Wuppertal-Heckinghausen, das von Zwangsarbeitern bewohnt war. Bei einem folgenden Feuergefecht kamen ein Polizeibeamter und zwei „unbekannte Russen“ ums Leben, weitere Beteiligte wurden verletzt. In diesem Zusammenhang wurde eine Gruppe von Menschen verhaftet.
Am 10. Februar 1945 erhängte sich der Schweißer Karl Igstaedter aus Wuppertal, dem in diesem Zusammenhang vorgeworfen wurde, „Beziehungen zu fremdvölkischen Einbrechern“ gehabt zu haben. Igstaedter war Mitglied der KPD und hatte ab 1943 Kontakte zu einer Gruppe sowjetischer Zwangsarbeiter, die auf dem Güterbahnhof Wichlinghausen arbeitete. Nach seinem Tod wurde seine Frau Hedwig in Haft genommen, wo sie sich ebenfalls erhängte. Drei weitere mutmaßlich beteiligte Deutsche wurden vor ein Sondergericht gestellt und hingerichtet.
Die gefangen genommenen Frauen und Männer wurden schwer misshandelt und gefoltert; so wurden ihnen Papierschnipsel zwischen die Zehen gesteckt und diese angezündet. Ihnen wurden über 70 Überfälle zur Last gelegt, in anderen Aussagen war von 400 Einbrüchen die Rede sowie von 34 Tötungsdelikten. Man habe bei der Festnahme Waffen gefunden sowie ein Lager mit Diebesgut. Laut der späteren Aussage eines Kripobeamten seien zunächst 80 Menschen festgenommen worden, von denen aber nur 38 in die Taten verwickelt gewesen seien. Es sei eine „Kommission“ gebildet worden, die nach zwei Sitzungstagen 30 dieser Menschen – darunter sechs Frauen – zum Tode „verurteilt“ habe, von den übrigen acht seien einige nach Buchenwald deportiert worden. Die „Todesurteile“ seien „von Berlin“ (dem Reichssicherheitshauptamt) nachträglich bestätigt worden. Es ist nicht erwiesen, ob sich alle späteren Mordopfer wirklich etwas hatten zu Schulden kommen lassen oder ob darunter auch ausländische Arbeiter waren, die lediglich untergetaucht waren.
Eine mitinhaftierte Deutsche, die wegen „Wehrkraftzersetzung“ zum Tode verurteilt worden war, berichtete später von den Verbrennungen der sowjetischen Frauen und dass sie nicht behandelt wurden. Sie konnte Verbandszeug und Puder organisieren, weshalb die misshandelten Frauen Vertrauen zu ihr fassten und unter Tränen von den grausamen Verhören berichteten. Darunter befand sich die Kiewer Lehrerin Helena Matrosowa, die von der Zeitzeugin „als feine(n)r Mensch in den Umständen entsprechender noch immer sauberer und guter Kleidung“ beschrieben wurde. Die Zeugin berichtete später weiter, dass sie die „Russinnen“ einmal in der Woche zum Baden begleitete und dabei sah, dass ihre Körper voller blauer Flecken waren, die offensichtlich von Schlägen mit Gummiknüppeln stammten. Bis zum Abtransport der Frauen zum Exekutionsort war die Zeugin mit ihnen zusammen. Sie selbst überlebte bis zur Befreiung Wuppertals durch die Amerikaner am 16. April 1945.

### Die Hinrichtungen im Burgholz

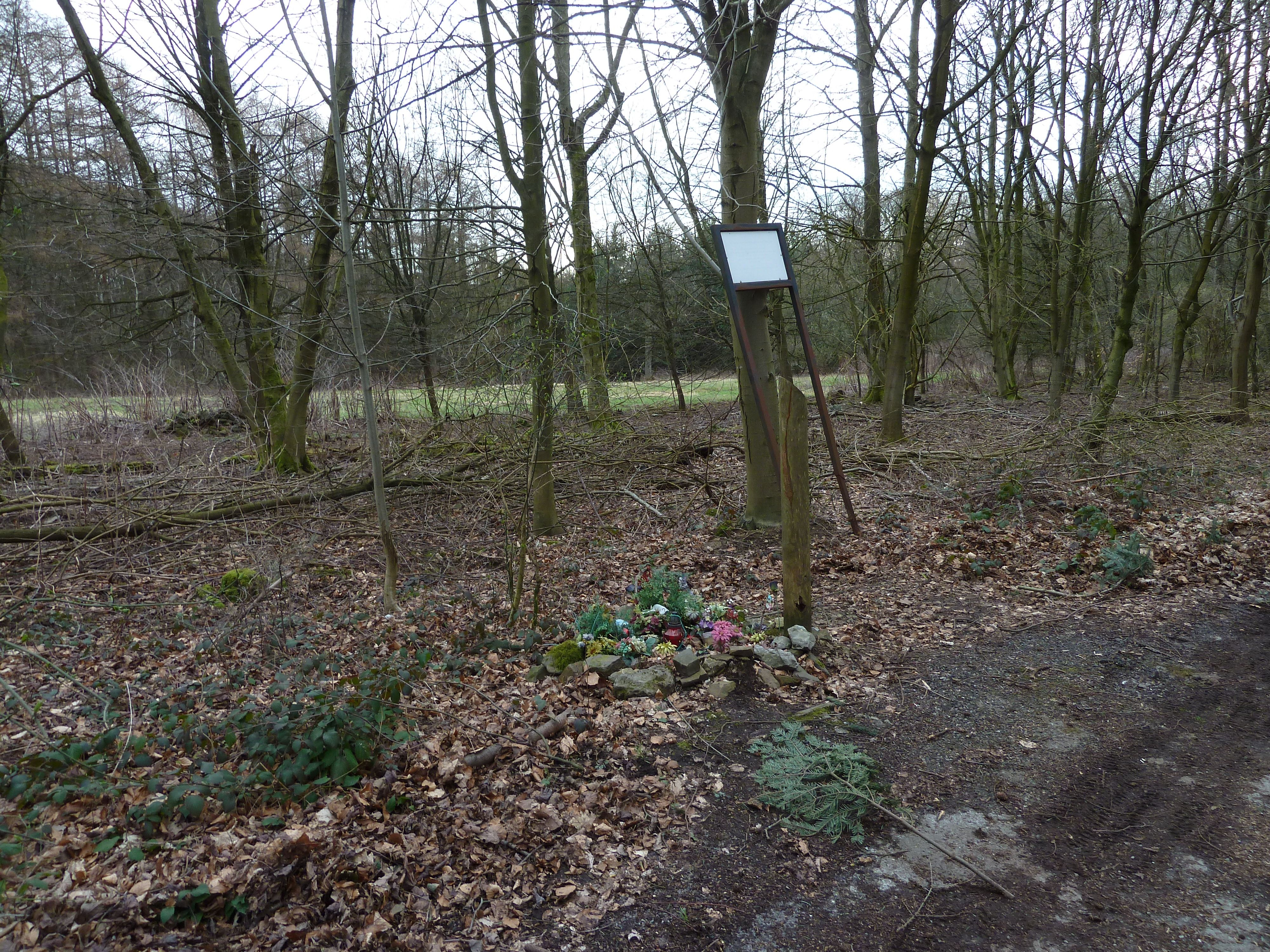
Der Ort des Geschehens (2019)

Etwa Anfang Februar gab der Wuppertaler Gestapo-Chef Josef Hufenstuhl den Auftrag, im Burgholz mit Hilfe von Gefangenen ein Loch auszuheben. Das genaue Datum der Exekutionen ist unbekannt. Es wird angenommen, dass sie am 21. März 1945 in den frühen Morgenstunden in der Nähe des Polizei-Schießstandes auf dem Burggrafenberg im Burgholz auf einer Lichtung erfolgten und 45 Minuten dauerten. Verantwortlich für die Durchführung vor Ort war laut Henschke, der selbst nicht dort war, Gestapo-Chef Hufenstuhl. Aber auch dieser überließ das Töten seinen Untergebenen mit der Erklärung, er werde „später nachkommen“. Ein Polizeibeamter, der im Vorfeld zur Mitwirkung aufgefordert worden war, weigerte sich und blieb nach eigener Aussage an diesem Tag dem Dienst fern. (Lage des Schießstandes)
Nach Zeugenaussagen waren an den Erschießungen zwölf bis 15 Gestapo-Angehörige sowie zehn Kriminalbeamte beteiligt: „Die Russen mußten vor dem Grab knien, und es wurde ihnen von hinten in das Genick geschossen.“ Die getöteten Menschen wurden in dem vorbereiteten Massengrab im Wald in der Nähe des Zimmerplatzes auf Küllenhahn verscharrt.
Am 12. oder 13. April 1945 wurde im Burgholz ebenfalls der Polizeioberleutnant Peter Schäfer, Kommandeur der Bonner Schutzpolizei, hingerichtet; einer der Täter war schon bei der Exekution der „Ostarbeiter“ beteiligt gewesen. Diese Exekution wurde nach einem Disziplinarverfahren gegen Schäfer wegen „defätistischer Äußerungen, Feigheit bei Luftangriffen und Vernachlässigung der Vorbereitung der Verteidigung der Stadt Bonn“ vom Höheren SS- und Polizeiführer West Gutenberger veranlasst. Die Lage von Schäfers Grab ist nicht bekannt.

### Der Fund des Massengrabes
Keine vier Wochen nach den Hinrichtungen, am 16. April 1945, wurde Wuppertal durch amerikanische Truppen befreit.
Rund drei Monate später, am 8. August 1945, verfügte der damalige Präsident der zuständigen Reichsbahndirektion, dass die Hinterbliebenen der bei den Überfällen getöteten Kriminalbeamten sowie die verletzten Beamten eine Belohnung erhalten sollten, da es ihrem „restlosen Einsatz“ zu verdanken gewesen sei, dass eine „ganze Bande von Sackwagenräubern unschädlich“ gemacht worden sei.
Am 27. August 1945 wurden nach Hinweisen aus Widerstandskreisen drei Wuppertaler Kripobeamte vom French War Crimes Investigation Team verhaftet und verhört, dabei gaben sie offenbar die genaue Lage des Massengrabes im Burgholz an. Nur wenige Stunden später beging einer der drei Männer Suizid. Die Leichen der Opfer wurden am 28. August 1945 aufgefunden, die beiden in Haft befindlichen Kripo-Beamten mussten sich an der Bergung beteiligen.

„Auf Befehl der Militärregierung waren der Oberbürgermeister von Wuppertal […], führende Persönlichkeiten der deutschen Polizei und die Leiter der Deutschen Bank und des Arbeitsamtes zugegen. Sämtliche Angehörige der deutschen Kriminalpolizei mussten auf Befehl zugegen sein und an der Reihe der Mordopfer vorübergehen. Keiner von ihnen sprach ein Wort.“

Die Leichen wurden von der Field Investigation Section der War Crimes Group obduziert. Danach wurden 30 Opfer gezählt, sechs Frauen und 24 Männer. 20 von ihnen wurden als sowjetische Staatsbürger identifiziert. Nach späteren Recherchen waren es 20 russische und 10 ukrainische Opfer. In dem in den britischen National Archives in Kew archivierten Obduktionsbericht ist dem widersprechend von 20 Männern und zehn Frauen die Rede. Bis auf den durch die Zeugenaussage überlieferten Namen der Kiewer Lehrerin Helena Matrosowa konnte keines der Opfer identifiziert werden. Sie sind bis heute unbekannt.
Am 31. August 1945 wurden die sterblichen Überreste der ermordeten Menschen in einem Leichenzug, zu dem die Anwohner auf Geheiß der Besatzungstruppen entlang der Straße Spalier stehen mussten, nach Cronenberg gebracht, wo sie auf dem Friedhof an der Schorfer Straße im Beisein von deutschen Polizisten, britischen, französischen und sowjetischen Soldaten in Einzelsärgen bestattet wurden. Aufgrund von Recherchen in den britischen National Archives gibt es Vermutungen, dass es im Burgholz weitere Gräber gibt, die noch nicht gefunden wurden. Weitere Ermittlungen wurden 2015 von der zuständigen Staatsanwaltschaft Dortmund abgelehnt.

## Nach Kriegsende

### Der Prozess und die Urteile

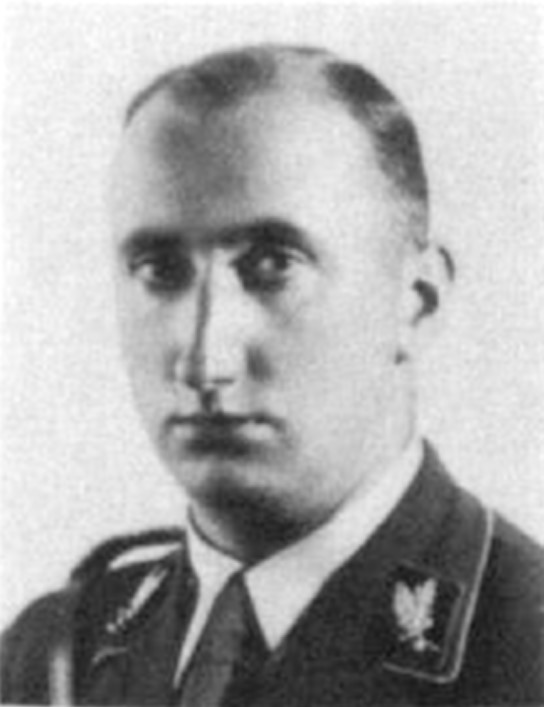
SS-Obergruppenführer Karl Gutenberger (1905–1961) gehörte zu der NS-Führungsriege, die die Befehle zur Exekution gab.

Aufgrund der Ermittlungen der War Crimes Group der Britischen Rheinarmee nach Kriegsende wurden die Namen von insgesamt 26 Beteiligten des Exekutions- und Absperrkommandos ausfindig gemacht. Drei dieser Männer, Josef Hufenstuhl und zwei weitere Beamte, hatten kurz nach Kriegsende Suizid begangen, einige Täter waren untergetaucht. 19 Personen wurden angeklagt, die ab Dezember 1947 im Hamburger Curiohaus vor einem britischen Militärgericht standen. Der Prozess wurde in zwei Verfahren aufgeteilt.
Im Burgholz Case I, der von Dezember 1947 bis Januar 1948 verhandelt wurde, waren 14 Männer – Angehörige von Gestapo und Kripo – angeklagt. Sechs von ihnen wurden zum Tode, die übrigen zu hohen Haftstrafen verurteilt. Vor dem Hintergrund eines britischen Erlasses (Royal Warrant vom 18. Juni 1945) musste nicht die individuelle Schuld festgestellt werden: Es reichte der Nachweis, Teil einer Gruppe gewesen zu sein, die ein Kriegsverbrechen begangen hatte.
Ein Teil der beteiligten Polizeibeamten belasteten sich gegenseitig und bestritten jeweils, selbst geschossen zu haben, oder behaupteten, die Schützen nicht namentlich zu kennen. Sie sagten, lediglich abgesperrt oder den Gefangenen die Handfesseln gelöst zu haben. Einige gaben an, sie hätten geglaubt, der Befehl sei aus Berlin gekommen, weshalb man die Exekutionen für rechtmäßig gehalten habe, andere sagten aus, es habe eine „Besprechung“ in Wuppertal gegeben.
Im Burgholz Case II, der von August 1948 bis Oktober 1948 stattfand, stand mit Gutenberger, Henschke und Albath die eigentliche NS-Führungsriege, die die Befehle ausgegeben hatte, vor Gericht. Zusätzlich waren sie wegen der Exekutionen im Essener Montagsloch im Grugapark angeklagt. Walter Albath wurde zu 15 Jahren und Hans Henschke sowie Karl Gutenberger wurden zu jeweils zwölf Jahren verurteilt.
Henschke und seine Mitangeklagten sagten aus, es habe eine Art provisorisches Gerichtsverfahren gegeben. Henschke berief sich darauf, dass er das Zweite juristische Staatsexamen mit Befähigung zum Richteramt besaß und es deshalb einen „gesetzmäßigen Rahmen“ gegeben habe. Er übernehme die „volle Verantwortung“ für die „Maßnahmen“ in Wuppertal und Essen und erklärte, auch für die Taten seiner Untergebenen verantwortlich zu sein. Er selbst sei bei den Hinrichtungen nicht anwesend gewesen, die Verantwortung für die Durchführung vor Ort habe der Wuppertaler Gestapo-Chef Hufenstuhl getragen.
Diese Urteile ergingen in Unkenntnis von weiteren Taten einiger Angeklagter, da die Ermittlungsbehörden 1947 noch keine umfassende Einsicht in die notwendigen Unterlagen hatten. Dadurch konnten einige von ihnen ihre NSDAP-Mitgliedschaft oder ihre Zugehörigkeit zur Gestapo verschleiern. Wie sich später herausstellte, waren allein sechs der Täter – darunter Gutenberger, Henschke und Hufenstuhl – am 13. April 1945 am Wenzelnberg-Verbrechen in Langenfeld beteiligt, einem weiteren Endphaseverbrechen, bei dem 71 Menschen ermordet wurden. Drei Polizeibeamte waren ab Mai 1941 als Mitglieder von Einsatzgruppen in der Sowjetunion am Massenmord von Juden, Roma, Rotarmisten und Zivilisten beteiligt.

### Begnadigungen und Entlassungen
Die gefällten Urteile konnten erst nach einer Bestätigung durch den Militärgouverneur der britischen Zone, Brian Robertson, rechtskräftig werden. Nachdem sechs Täter zum Tode verurteilt worden waren, wandte sich der Wuppertaler Caritas-Direktor Hans Carls, der selbst im Konzentrationslager inhaftiert gewesen war, an den Kölner Kardinal Joseph Frings um Unterstützung für eine Begnadigung zu lebenslangen Freiheitsstrafen. Frings begründete sein an Robertson gerichtetes Anliegen damit, dass die Opfer „nach den Kriegsgesetzen mit der Todesstrafe bedrohte Handlungen“ begangen hätten. Die Täter hätten nicht aus „eigenem, auf roher Gesinnung beruhendem Entschluss oder Willkür gehandelt, sondern aufgrund eines dienstlichen Befehls […]“. Robertson hatte inzwischen fünf der Todesurteile bestätigt und befand, dass „Milde nicht angebracht“ sei. Frings antwortete darauf, dass seiner Meinung nach die Todesurteile eine „Fortsetzung des Krieges in anderer Art“ seien. Bei Befehlsverweigerung hätten den Tätern selbst harte Strafen oder die Todesstrafe gedroht. Die Antwort von General Robertson: Der „Befehlsnotstand“ sei „eine Form der Verteidigung, die jeder Kriegsverbrecher vorbrachte, einschließlich Göring und anderer Parteiführer“. Frings intervenierte weiter wie auch der protestantische Generalsuperintendent der Rheinprovinz, Ernst Stoltenhoff, so dass am 7. Mai 1947 fünf der Todesurteile in lebenslange Haft umgewandelt wurden; bei einem Todesurteil war das schon zuvor geschehen.
Die Täter der unteren Chargen von Kripo und Gestapo wurden zwischen 1950 und 1952 von den deutschen Justizbehörden aus der Haft entlassen; die drei Haupttäter aus der Führungsriege kamen zwischen 1953 und 1956 frei. So wurde Hans Henschke 1956 aus der Haft entlassen und war anschließend bei einem Versicherungskonzern tätig. Ein weiteres Ermittlungsverfahren gegen ihn wurde eingestellt, im Laufe eines zweiten starb er. Gutenberger war als Handelsvertreter tätig, auch gegen ihn wurde mehrfach ohne Resultat ermittelt. Einige Kripobeamte wurden nach ihrer Entlassung aus der Haft in den öffentlichen Dienst übernommen, einige sogar wieder bei der Kripo – wie viele genau, ist unbekannt. Keiner der Täter zeigte Reue, einer von ihnen etwa klagte hingegen darüber, welchen „Leidensweg“ er habe gehen müssen. Unterstützt wurde diese Haltung durch die Stellungnahmen von hohen Polizeibeamten und lokalen Politikern, die die Rechtmäßigkeit der Urteile durch die britische Militärjustiz anzweifelten.

## Gedenken

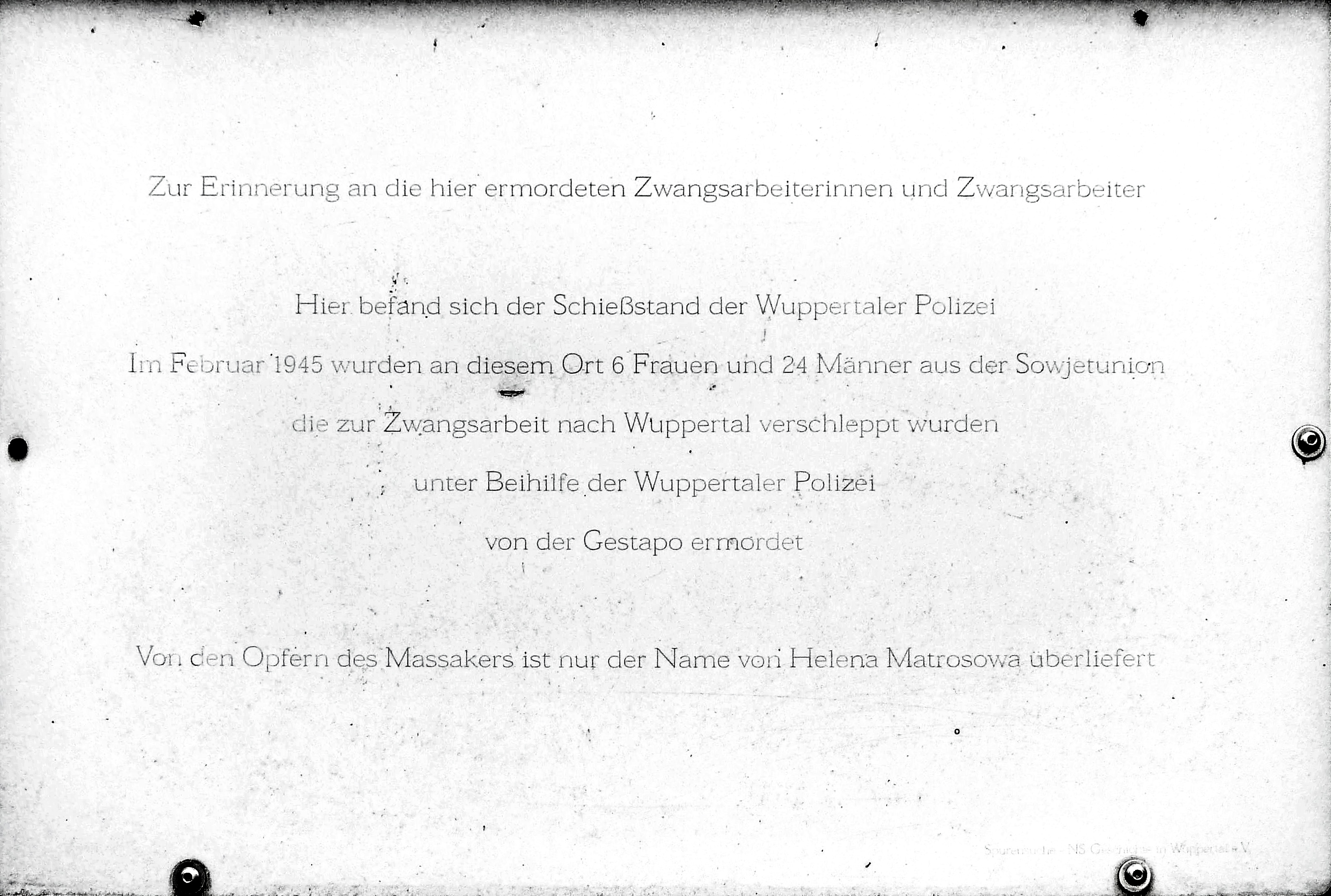
Text der Gedenktafel aus dem Jahr 2004

Im Oktober 1945 wurde auf Anordnung der britischen Militärverwaltung und nach dem Entwurf sowjetischer Offiziere auf dem Friedhof an der Schorfer Straße ein Obelisk errichtet. Der ausführende Steinbildhauer war der Barmer Hugo Wesselmann. (Lage der Ehrengräber mit Obelisk)
Der Obelisk trägt auf Rück- und Vorderseite die kyrillischen Inschriften:

ВЕЧНАЯ ПАМЯТЬ БОРЦАМ ПРОТИВ ФАШИЗМА. ЗДЕСЬ ПОКОИТСЯ ПРАХ 30 СОВЕТСКИХ ГРАЖДАН РАССТРЕЛЯННЫХ НЕМЕЦКО-ФАШИСТКИМИ ПАЛАЧАМИ

„Ewiges Gedenken den Kämpfern gegen den Faschismus. Hier liegen die Leichen von 30 sowjetischen Patrioten, erschossen von deutschen faschistischen Henkern.“

Am 9. Mai 2004 wurde vom Verein Spurensuche – NS-Geschichte in Wuppertal im Burgholz am ehemaligen Schießstand der Wuppertaler Polizei eine kleine Gedenktafel angebracht. Initiatorin des Vereins ist Lieselotte Bhatia, die Tochter des als Täter mitangeklagten Kripo-Beamten Wilhelm Ober, die die Geschichte der Mordaktion im Burgholz ausführlich recherchierte und dazu mehrere Publikationen vorlegte. (Lage der Gedenktafel)
2018 wurde ein Gedenkstein aus dunklem Basalt aus Schweden aufgestellt, angefertigt von dem Steinbildhauer Timothy Vincent. Über den eingravierten Text kam es zu einer öffentlichen Diskussion, insbesondere über die Passage, es habe ein „hastig einberufenes ‚Standgericht‘“ gegeben. Lieselotte Bhatia und Stephan Stracke vom Verein Spurensuche beanstandeten die Verwendung des Begriffes „Standgericht“: Ein solches habe es nicht gegeben, sondern sei eine Schutzbehauptung der Täter im Prozess gewesen. Durch diese Formulierung werde die Mordtat verharmlost: „Es gibt keinen Grund, 73 Jahre nach dem Massaker der Tat irgendeine juristische Legitimation zu verleihen.“ (Standort des Gedenksteins)
Seit dem Jahr 2000 finden jährlich Gedenkveranstaltungen im Burgholz statt. Es gibt Bestrebungen, nach Helena Matrosowa einen Weg oder einen Platz im Burgholz zu benennen.